# Heinrich Happe (Politiker, 1894)
Heinrich Happe (* 31. Dezember 1894 in Altenessen; † 12. Januar 1979) war ein deutscher Landwirt und Politiker (SPD).

## Leben und Beruf
Nach dem Schulbesuch schlug Happe die mittlere Verwaltungslaufbahn ein und gehörte zu den Mitbegründern der Deutschen Friedensgesellschaft in Münster. 1926 nahm er eine Tätigkeit als Landwirt auf.

## Partei
Happe trat zunächst in die SPD ein und wurde 1947 Vorsitzender des Agrarpolitischen Ausschusses der Sozialdemokraten für den Bezirk Münster. Später wechselte er zur Zentrumspartei über und engagierte sich in den 1960er Jahren in der DFU.

## Abgeordneter
Happe war Ratsmitglied der Gemeinde Nienberge und Kreistagsmitglied des Kreises Münster. Dem Deutschen Bundestag gehörte er während der ersten Wahlperiode von 1949 bis 1953 an. Er war über die Landesliste Nordrhein-Westfalen ins Parlament eingezogen.